# B-real
Louis Freese (* 2. června 1970, známý jako B-Real) je americký rapper mexického a kubánského původu, nejvíce znám je ovšem jako hlavní rapper skupiny Cypress Hill, kterou založil v roce 1988 s přítelem Sen Dogem.

## Život a kariéra
Louis se narodil mexickému otci a afrokubánské matce. Ještě před tím než B-Real skončil v Los Angeles, odjel se svou matkou a dcerou pryč od otce do South Gate. Před tím než ho vyhodili z Bell High School, skamarádil se s budoucími členy kapely Sen Dogem a s Mellow Man Ace (který se později zřekl působení v kapele a začal produkovat sólově). Sen Dog, který byl přičleněn k Neighborhood Family, jim později B-reala představil. B-Realova kariéra jako drogového dealera a člena gangu vyvrcholila tím, když byl v roce 1988 postřelen pistolí ráže .22 zezadu do plic a byl velmi blízko smrti. Sám tvrdí, že pokud by u sebe neměl Sen Doga, určitě by nepřežil.

### Sólo alba
- 2009: Smoke N Mirrors

### Mixtapes
- 2005: The Gunslinger
- 2006: The Gunslinger Part. II: Fist Full of Dollars
- 2007: The Gunslinger Part III: For a Few Dollars More